# Loisy (Meurthe-et-Moselle)
Pour les articles homonymes, voir Loisy.
Loisy est une commune française située dans le département de Meurthe-et-Moselle, en région Grand Est.

## Géographie
|                           | Atton     |                  |
| Blénod-lès-Pont-à-Mousson | Loisy     | Sainte-Geneviève |
| Dieulouard                | Bezaumont |                  |

### Hydrographie
La commune est dans le bassin versant du Rhin au sein du bassin Rhin-Meuse. Elle est drainée par la Moselle et le ruisseau la Morte,.
La Moselle, d'une longueur totale de 560 kilomètres dont 314 kilomètres en France, prend sa source dans le massif des Vosges au col de Bussang et se jette dans le Rhin à Coblence en Allemagne. 

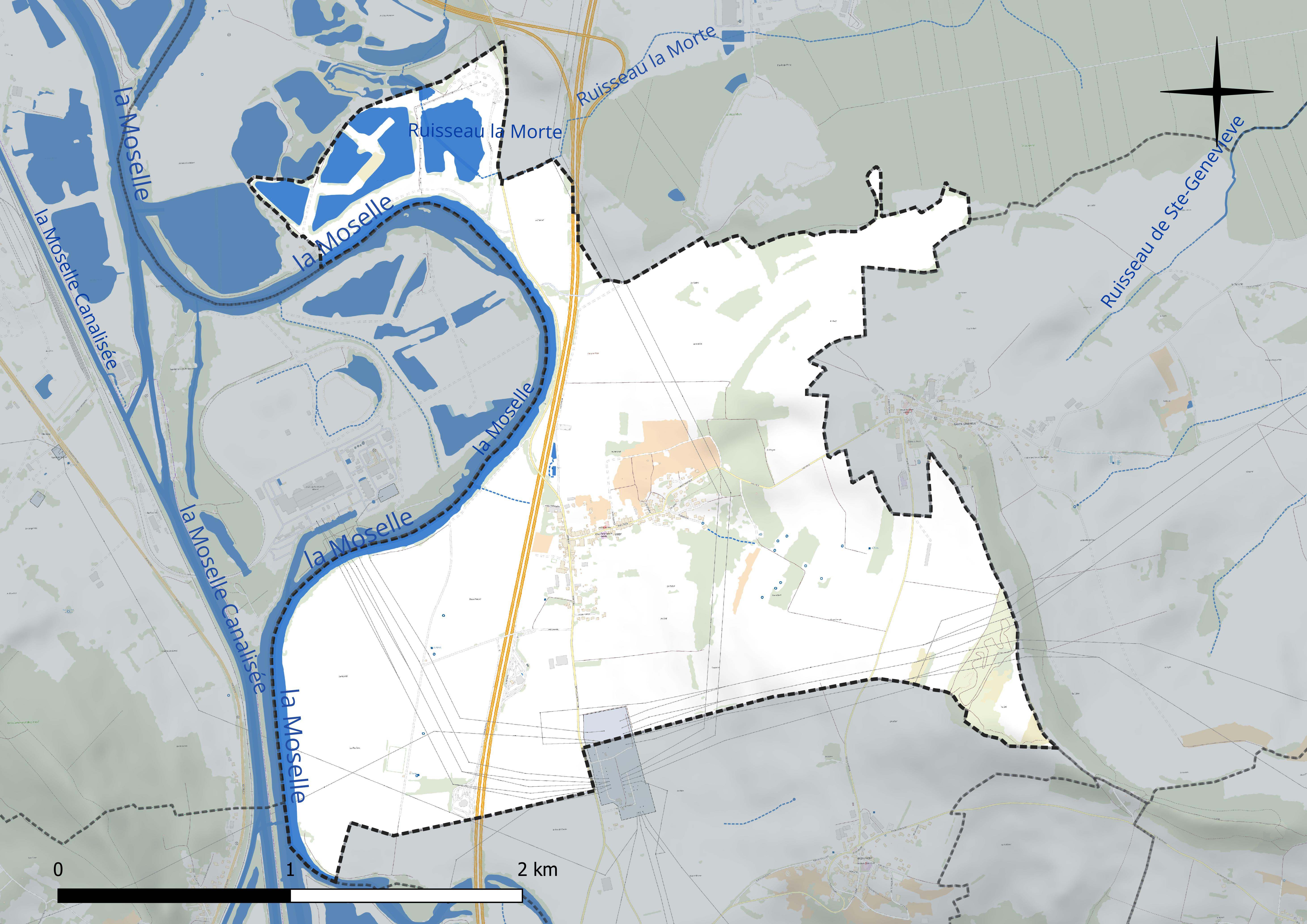
Réseau hydrographique de Loisy.

### Climat
Pour des articles plus généraux, voir Climat du Grand Est et Climat de Meurthe-et-Moselle.
En 2010, le climat de la commune est de type climat des marges montargnardes, selon une étude du Centre national de la recherche scientifique s'appuyant sur une série de données couvrant la période 1971-2000. En 2020, Météo-France publie une typologie des climats de la France métropolitaine dans laquelle la commune est exposée à un climat semi-continental et est dans la région climatique  Lorraine, plateau de Langres, Morvan, caractérisée par un hiver rude (1,5 °C), des vents modérés et des brouillards fréquents en automne et hiver. 
Pour la période 1971-2000, la température annuelle moyenne est de 9,7 °C, avec une amplitude thermique annuelle de 16,9 °C. Le cumul annuel moyen de précipitations est de 792 mm, avec 12,2 jours de précipitations en janvier et 9 jours en juillet. Pour la période 1991-2020, la température moyenne annuelle observée sur la station météorologique de Météo-France la plus proche, « Nancy-Essey », sur la commune de Tomblaine à 22 km à vol d'oiseau, est de 11,0 °C et le cumul annuel moyen de précipitations est de 746,3 mm. 
La température maximale relevée sur cette station est de 40,1 °C, atteinte le 24 juillet 2019 ; la température minimale est de −24,8 °C, atteinte le 21 février 1956,,. 
Les paramètres climatiques de la commune ont été estimés pour le milieu du siècle (2041-2070) selon différents scénarios d'émission de gaz à effet de serre à partir des nouvelles projections climatiques de référence DRIAS-2020. Ils sont consultables sur un site dédié publié par Météo-France en novembre 2022.

## Urbanisme

### Typologie
Au 1er janvier 2024, Loisy est catégorisée commune rurale à habitat dispersé, selon la nouvelle grille communale de densité à sept niveaux définie par l'Insee en 2022.
Elle est située hors unité urbaine. Par ailleurs la commune fait partie de l'aire d'attraction de Nancy, dont elle est une commune de la couronne,. Cette aire, qui regroupe 353 communes, est catégorisée dans les aires de 200 000 à moins de 700 000 habitants,.

### Occupation des sols
L'occupation des sols de la commune, telle qu'elle ressort de la base de données européenne d’occupation biophysique des sols Corine Land Cover (CLC), est marquée par l'importance des territoires agricoles (75,2 % en 2018), en diminution par rapport à 1990 (82,8 %). La répartition détaillée en 2018 est la suivante : terres arables (66,4 %), eaux continentales (12,6 %), prairies (8,7 %), forêts (6,9 %), zones urbanisées (5,3 %), mines, décharges et chantiers (0,1 %). L'évolution de l’occupation des sols de la commune et de ses infrastructures peut être observée sur les différentes représentations cartographiques du territoire : la carte de Cassini (XVIIIe siècle), la carte d'état-major (1820-1866) et les cartes ou photos aériennes de l'IGN pour la période actuelle (1950 à aujourd'hui).

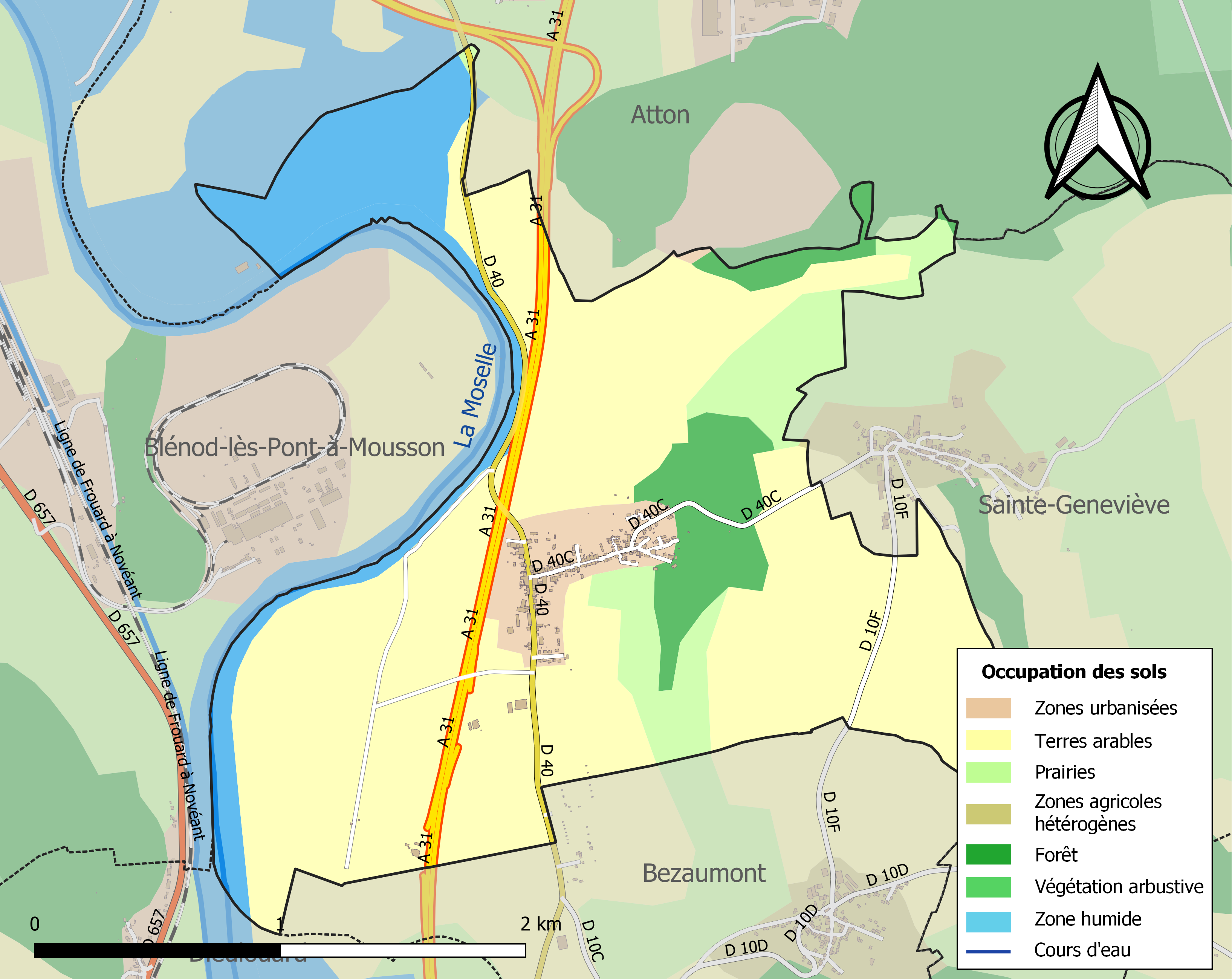
Carte des infrastructures et de l'occupation des sols de la commune en 2018 (CLC).

## Toponymie
Le nom de la localité est attesté sous les formes Ecclesia et capella in Losceyio (1179) ; Loisey (1498) ; Loussey (1534) ; Loizy (1637).

Gérard Taverdet avance l'hypothèse que les toponymes Loisy, forme ancienne Loisia , ne sont pas des domaines de Lautius, mais des « lieux marécageux »,.

## Histoire
- bombardée en 1944.

## Politique et administration
| Période                                  | Période    | Identité                                    | Étiquette | Qualité             |
| ---------------------------------------- | ---------- | ------------------------------------------- | --------- | ------------------- |
| Les données manquantes sont à compléter. |            |                                             |           |                     |
| mars 2001                                | avril 2014 | André Favre                                 |           |                     |
| août 2017                                | En cours   | André Favre, Réélu pour le mandat 2020-2026 |           | Profession libérale |

## Population et société

### Démographie
L'évolution du nombre d'habitants est connue à travers les recensements de la population effectués dans la commune depuis 1793. Pour les communes de moins de 10 000 habitants, une enquête de recensement portant sur toute la population est réalisée tous les cinq ans, les populations de référence des années intermédiaires étant quant à elles estimées par interpolation ou extrapolation. Pour la commune, le premier recensement exhaustif entrant dans le cadre du nouveau dispositif a été réalisé en 2004.

En 2022, la commune comptait 323 habitants, en évolution de −0,92 % par rapport à 2016 (Meurthe-et-Moselle : −0,13 %, France hors Mayotte : +2,11 %).
| 1793 | 1800 | 1806 | 1821 | 1831 | 1836 | 1841 | 1846 | 1851 |
| ---- | ---- | ---- | ---- | ---- | ---- | ---- | ---- | ---- |
| 265  | 292  | 370  | 401  | 408  | 446  | 420  | 401  | 392  |

| 1856 | 1861 | 1872 | 1876 | 1881 | 1886 | 1891 | 1896 | 1901 |
| ---- | ---- | ---- | ---- | ---- | ---- | ---- | ---- | ---- |
| 307  | 322  | 345  | 322  | 312  | 325  | 285  | 272  | 258  |

| 1906 | 1911 | 1921 | 1926 | 1931 | 1936 | 1946 | 1954 | 1962 |
| ---- | ---- | ---- | ---- | ---- | ---- | ---- | ---- | ---- |
| 259  | 245  | 222  | 215  | 219  | 214  | 186  | 202  | 270  |

| 1968 | 1975 | 1982 | 1990 | 1999 | 2004 | 2006 | 2009 | 2014 |
| ---- | ---- | ---- | ---- | ---- | ---- | ---- | ---- | ---- |
| 305  | 311  | 328  | 367  | 339  | 333  | 330  | 320  | 332  |

| 2019 | 2022 | - | - | - | - | - | - | - |
| ---- | ---- | - | - | - | - | - | - | - |
| 324  | 323  | - | - | - | - | - | - | - |

## Culture locale et patrimoine

### Lieux et monuments
- Vestiges importants de la voie romaine Lyon-Trèves.
- Le vieux cimetière.
- Église Saint-Pierre XIXe : pietà XVIe.
- Croix de chemin XVIIe.
- Chapelle romane Saint-Firmin détruite par les bombardements en 1944.

### Personnalités liées à la commune
- Daniel Favre (1957-2019), alias Spatsz, claviériste du groupe Kas Product.

### Héraldique
| Blason de Loisy | Blason  | De gueules aux deux clefs d'or passées en sautoir, accostées de deux épées d'argent la pointe en bas, à la divise de sable brochant en fasce sur le tout. |
| Blason de Loisy | Détails | Le statut officiel du blason reste à déterminer. |